# 林納·史金納
林納·史金納（英語： 發音： /ˌlɪnərd ˈskɪnərd/ LIN-ərd-SKIN-ərd，通常念作雷納·史金納 /ˌlɛnərd ˈskɪnərd/ LEN-ərd-SKIN-ərd ），美國搖滾樂團。樂團1964年成立於佛羅里達州傑克遜維爾，1973年起從美國南部發跡，後走紅全球。
1977年10月20日樂團從南卡羅來納州的格林維爾包機登上(康維爾CV300)，開往路易斯安那州的巴吞魯日，隔晚準備在路易斯安那州立大學表演。飞机在途中由于燃油不足而尝试迫降，最终坠毁在密西西比州吉尔斯堡附近的丛林中。樂團的三名團員，包括主唱兼作曲者羅尼·范·贊特，吉他手兼歌手史蒂夫·蓋恩斯，歌手卡西·蓋恩斯，和一名巡迴樂團道具管理組員在這一場空難中喪生；其餘團員受傷獲救。
1987年樂團重組復出，由主唱羅尼的弟弟強尼·范·贊特領軍，展開巡迴演出。樂團的原始陣容中，只有加里·羅辛頓至2023年仍留在團內。他們的成員鮑勃·伯恩斯、艾倫·柯林斯、史蒂夫·蓋恩斯、艾德·金、蓋瑞·羅辛頓、比利·包威爾、亞特彌斯·派爾、羅尼·范·贊特和李昂·威爾克森，在2006年3月13日入選搖滾名人堂。

## 成員

### 現任成員
- 瑞奇·曼德洛克（Rickey Medlocke）：和聲、鼓、曼陀林（1971–1972）；吉他、背景和聲、曼陀林（1996–現在）
- 強尼·范·贊特（英语：Van Zant）（Johnny Van Zant）：主唱（1987–現在）
- 麥克·卡特隆（Michael Cartellone）：鼓（1987–現在）
- 馬克·梅塔卡（Mark Matejka）：吉他、背景和聲（2006–現在）
- 基斯·克里斯多福（Keith Christopher）：貝斯（1987–現在）
- 彼得·基斯（Peter Keys）：鍵盤（1987–現在）

### 客席樂手
- 戴爾·克蘭茨 - 羅辛頓（Dale Krantz-Rossington）：背景和聲（1987–現在）
- 卡羅爾·蔡斯（Carol Chase）：背景和聲（1996–現在）

### 前成員

#### 創始成員
- 羅尼·范·贊特（Ronnie Van Zant）：主唱（1964–1977；1977年死於空難）
- 艾倫·柯林斯（Allen Collins）：吉他（1964–1977、1979；1990年病逝）
- 鮑勃·伯恩斯（英语：Bob Burns (drummer)）（Bob Burns）：鼓（1964–1975；2015年車禍身亡）
- 賴瑞·強斯托姆（Larry Junstrom）：貝斯（1964–1970；2019年去世）
- 蓋瑞·羅辛頓（Gary Rossington）：吉他（1964–1977、1979、1987–2023；2023年去世）

#### 後來加入的成員
- 葛瑞·T·沃克（Greg T. Walker）：貝斯（1971–1972）
- 李昂·威爾克森（Leon Wilkeson）：貝斯（1971–1977、1987–2001；2001年病逝）
- 伊恩·伊凡斯（Ean Evans）：貝斯（2001-2009；2009年病逝）
- 比利·包威爾（Billy Powell）：鍵盤（1972–1977、1979、1987–2009；死於2009年）
- 艾德·金（Ed King）：吉他、貝斯（1972–1975、1987–1996；2018年去世）
- 亞特彌斯·派爾（Artimus Pyle）：鼓（1974–1977、1979、1987–1991）
- 史蒂夫·蓋恩斯（Steve Gaines）：吉他、和聲（1976–1977；1977年死於空難）
- 哈·湯馬森（Hughie Thomasson）：吉他（1996-2005；2007年死於心肌梗死）
- 羅伯特·卡恩斯（Robert Kearns）：貝斯（2009-2012）
- 強尼·科爾特（Johnny Colt）：貝斯（2012-2017）

### 隊內合唱女團"The Honkettes"
- 凱茜·蓋恩斯（Cassie Gaines）：背景和聲（1975–1977；1977年死於空難）
- 喬喬·畢林斯利（JoJo Billingsley）：背景和聲（1975–1977；2010年死於癌症）
- 萊斯莉·霍金斯（Leslie Hawkins）：背景和聲（1975–1977）

## 錄音室專輯
- 《（读作'Lĕh-'nérd 'Skin-'nérd）（英语：(Pronounced 'Lĕh-'nérd 'Skin-'nérd)）》（1973年8月13日）
- 《Second Helping（英语：Second Helping）》（1974年4月15日）
- 《Nuthin' Fancy（英语：Nuthin' Fancy）》（1975年3月24日）
- 《Gimme Back My Bullets（英语：Gimme Back My Bullets）》（1976年2月2日）
- 《Street Survivors（英语：Street Survivors）》（1977年10月17日）
- 《Lynyrd Skynyrd 1991（英语：Lynyrd Skynyrd 1991）》（1991年6月11日）
- 《The Last Rebel（英语：The Last Rebel）》（1993年2月16日）
- 《Endangered Species（英语：Endangered Species (Lynyrd Skynyrd album)）》（1994年8月9日）
- 《Twenty（英语：Twenty (Lynyrd Skynyrd album)）》（1997年4月29日）
- 《Edge of Forever（英语：Edge of Forever）》（1999年8月10日）
- 《Christmas Time Again（英语：Christmas Time Again）》（2000年9月12日）
- 《Vicious Cycle（英语：Vicious Cycle (album)）》（2003年5月20日）
- 《God & Guns（英语：God & Guns）》（2009年9月29日）
- 《Last of a Dyin' Breed（英语：Last of a Dyin' Breed）》（2012年8月21日）